# 龙潭乡 (石柱县)
龙潭乡，是中华人民共和国重庆市石柱土家族自治县下辖的一个乡镇级行政单位。

## 行政区划
龙潭乡下辖以下地区：
龙潭村、都会村、万宝村、双河村和木坪村。